# Airone (periodico)
Airone è stato un mensile italiano edito dai primi anni ottanta, fondato da Egidio Gavazzi. Il cambio di proprietà avvenuto nei primi anni duemila ha segnato una trasformazione della rivista: prima di allora infatti si occupava esclusivamente di reportage naturalistici, dopo ha iniziato a occuparsi anche di altri argomenti e con un taglio più divulgativo.

## Storia

### Prima fase: Editoriale Giorgio Mondadori
La rivista viene lanciata sul mercato nel 1981 dall'Editoriale Giorgio Mondadori. Airone si caratterizzò subito come la prima pubblicazione italiana di divulgazione scientifica sui temi dell'etologia, dell'ecologia e, più in generale, dello studio degli animali e dell'ambiente. Sotto la direzione di Salvatore Giannella, in quegli anni Airone proponeva inediti servizi giornalistici di taglio reportagistico e divenne il primo e più diffuso mensile di natura e civiltà.

### Seconda fase: Cairo Communication
Dopo la crisi di vendite dei tardi anni Novanta, nel contesto di una più generalizzata crisi dell'editoria tradizionale, Airone è stato acquisito, insieme ad altri periodici della casa editrice, da Cairo Communication, che ne era già la concessionaria per la pubblicità.
La gestione, conscia della valenza storica del marchio "Airone", decise di trasformare radicalmente la rivista sia nella scelta dei contenuti che nella forma divulgativa ma mantenendone il nome. Da quel momento la rivista ha iniziato a occuparsi di tematiche di interesse più ampio (ad esempio comportamento, salute, storia, religione, natura, scienza, arte) trattate con un taglio più popolare.
La nuova formula non ha successo e nel marzo 2024 l'editore sospende la pubblicazione della rivista.